# AIK

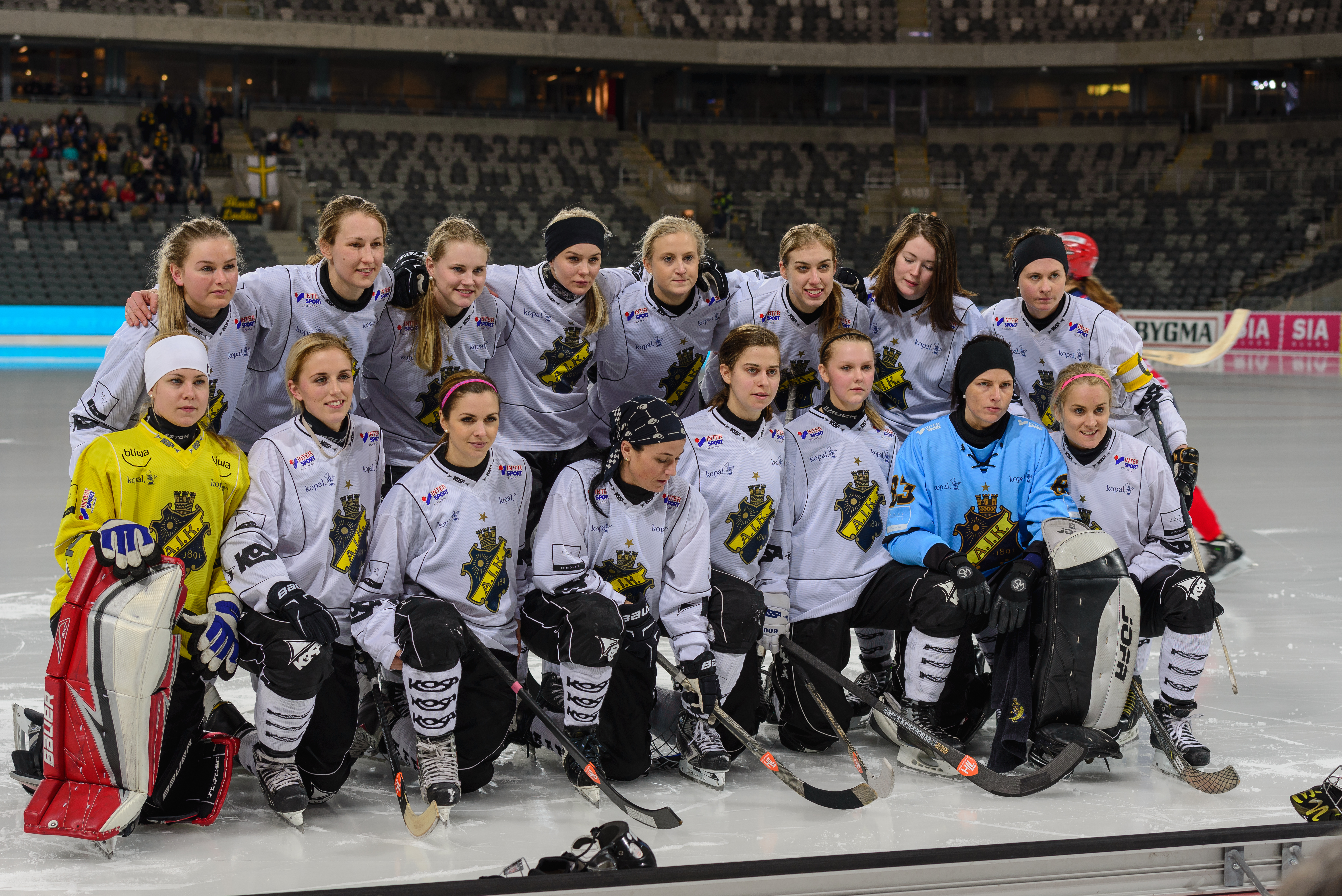
AIK 밴디

AIK는 스웨덴의 스포츠 클럽인 "알멘나 이드롯스클루벤"(Allmänna Idrottsklubben)의 약자로 보통 AIK는 축구 클럽인 AIK 포트볼을 의미한다.